# Gail Fine
Gail Judith Fine (* 14. Juni 1949) ist eine US-amerikanische Philosophiehistorikerin auf dem Gebiet der antiken Philosophie und Professor of philosophy emerita an der Cornell University.
Gail Fine, Tochter des US-amerikanischen Historikers Sidney Fine, erwarb 1971 ihren B.A. an der University of Michigan und 1973 ihren M.A. sowie 1975 ihren PhD an der Harvard University. 2009 wurde ihr ein M.A. der Universität Oxford verliehen.
Seit 1975 bis zu ihrer Emeritierung 2017 lehrte sie an der Cornell University: von 1975 bis 1981 als Assistant Professor, von 1981 bis 1987 als Associate Professor und von 1987 bis 2017 als Professor. Sie hat eine Gastprofessur für antike Philosophie an der Universität Oxford inne (jeweils im Frühjahrstrimester) und ist Senior Research Fellow am Merton College, Oxford. Außerdem ist sie seit 2019 für drei Jahre Gastforscher an der Stanford University. Ihre Forschungen erhielten zahlreiche weitere Auszeichnungen.
Sie ist mit dem britischen Philosophiehistoriker Terence Irwin verheiratet.
Ihre Forschungsschwerpunkte sind Platon sowie die antike Epistemologie.

## Schriften (Auswahl)
- On Ideas: Aristotle’s Criticism of Plato’s Theory of Forms. Oxford University Press, Oxford 1993.
- (Hrsg.): Plato, volume 1: Metaphysics and Epistemology. Oxford University Press, Oxford 1999.
- (Hrsg.): Plato, volume 2: Ethics, Politics, Religion and the Soul. Oxford University Press, Oxford, 1999.
- Plato on Knowledge and Forms: Selected Essays. Oxford University Press, Oxford 2003.
- (Hrsg.): The Oxford Handbook of Plato. Oxford University Press, Oxford 2008, 2. Auflage 2019.
- The Possibility of Inquiry: Meno’s Paradox from Socrates to Sextus. Oxford University Press, Oxford 2014.
- Essays in Ancient Epistemology. Oxford University Press, Oxford 2021.